# Kaisermanöver

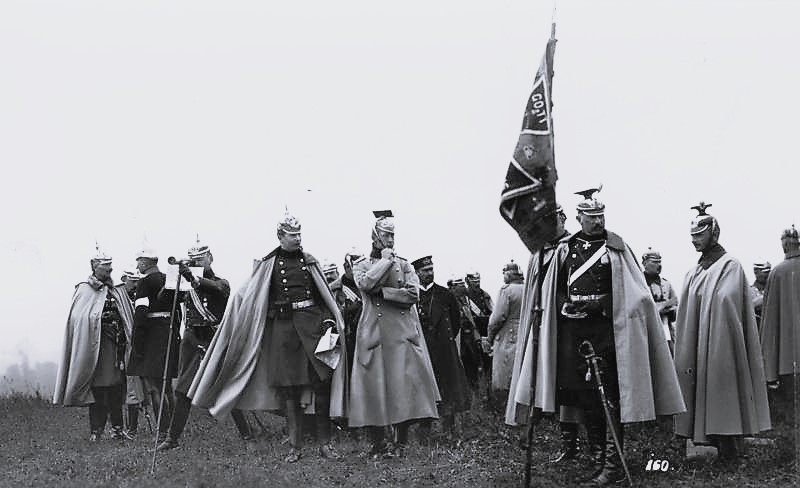
De Kaisermanöver van 1908 in Elzas-Lotharingen; helemaal links keizer Wilhelm II.

De Kaisermanöver waren jaarlijkse grootscheepse militaire manoeuvres in het Duitse Keizerrijk om de paraatheid te testen van het keizerlijke Duitse leger. Hiertoe werden er twee kampen gevormd uit de ter beschikking staande legereenheden die dan vervolgens met schijngevechten elkaar probeerden te verslaan. 
Deze legeroefeningen werden bijgewoond door keizer Wilhelm II waarbij hij de leider was van een van de partijen. Het was al van tevoren uitgemaakt dat de partij van Wilhelm de eerste prijs zou krijgen aangezien Wilhelm een slechte verliezer was.